# Procolobus verus
O Procolobus (Procolobus verus) é uma espécie de primata da família Cercopithecidae. É encontrado na Costa do Marfim, Gana, Guiné, Libéria, Nigéria, Serra Leoa, Togo e possivelmente Benim. Seus habitats naturais são florestas subtropicais ou florestas tropicais secas e pântanos subtropicais ou tropicais. É ameaçado pela perda do habitat.
O gênero Procolubus só possui um exemplar de espécie, todas as outras foram removidas para o novo gênero Piliocolobus.